# Vän av ordning
Vän av ordning är en bok skriven David Batra som gavs ut den 6 september 2005. Boken är formgiven och illustrerad av Martin Johansson.
Boken innehåller olika tidningsinsändare som Batra klippt ut och kommenterar i boken. Insändarna tar upp frågor som om det är tillåtet att jaga gäddor med gevär, om advokater får ha vilken frisyr som helst och om Bosse Bildoktorn verkligen får kränka kristen tro.